# Imbrasia anthinoides
Imbrasia anthinoides är en fjärilsart som beskrevs av Pierre Claude Rougeot 1978. Imbrasia anthinoides ingår i släktet Imbrasia och familjen påfågelsspinnare. Inga underarter finns listade i Catalogue of Life.